# Вороньківська сільська рада (Бобровицький район)
Воронькі́вська сільська́ ра́да — адміністративно-територіальна одиниця та орган місцевого самоврядування в Бобровицькому районі Чернігівської області. Адміністративний центр — село Вороньки.

## Загальні відомості
- Населення ради: 1 110 осіб (станом на 2001 рік)

## Населені пункти
Сільській раді були підпорядковані населені пункти:
- с. Вороньки

## Склад ради
Рада складалася з 12 депутатів та голови.
- Голова ради: Бойко Анатолій Іванович
- Секретар ради: Надольська Ольга Андріївна

### Керівний склад попередніх скликань
| Прізвище, ім'я, по батькові | Основні відомості                                                         | Дата обрання | Дата звільнення |
| --------------------------- | ------------------------------------------------------------------------- | ------------ | --------------- |
| Бойко Анатолій Іванович     | Сільський голова, 1973 року народження, освіта вища                       | 26.03.2006   | 31.10.2010      |
| Бойко Анатолій Іванович     | Сільський голова, 1973 року народження, освіта вища, член Партії регіонів | 31.10.2010   |                 |

Примітка: таблиця складена за даними сайту Верховної Ради України

### Депутати
За результатами місцевих виборів 2010 року депутатами ради стали:

#### За суб'єктами висування
| Суб'єкт висування            | Кількість обраних депутатів | %    |
| ---------------------------- | --------------------------- | ---- |
| Партія регіонів              | 6                           | 50   |
| Самовисування                | 3                           | 25   |
| Комуністична партія України  | 2                           | 16,7 |
| Соціалістична партія України | 1                           | 8,3  |

#### За округами
| № округу                     | Прізвище, ім'я, по батькові    | Дата визнання обраним | Освіта  | Партійна приналежність             | Відомості про обраного депутата                                         |
| ---------------------------- | ------------------------------ | --------------------- | ------- | ---------------------------------- | ----------------------------------------------------------------------- |
| Комуністична партія України  |                                |                       |         |                                    |                                                                         |
| 1                            | Шута Надія Михайлівна          | 01.11.2010            | вища    | позапартійна                       | пенсіонер                                                               |
| 6                            | Ремез Марія Костянтинівна      | 01.11.2010            | вища    | позапартійна                       | Вороньківська загальноосвітня школа I-III ст., вчитель                  |
| Партія регіонів              |                                |                       |         |                                    |                                                                         |
| 2                            | Надольська Ольга Андріївна     | 01.11.2010            | вища    | член Партії регіонів               | Вороньківська сільська рада, секретар                                   |
| 4                            | Папенко Іван Петрович          | 01.11.2010            | вища    | член Партії регіонів               | СВК «Пам'яті декабристів», бригадир                                     |
| 5                            | Поталап Лідія Петрівна         | 01.11.2010            | вища    | член Партії регіонів               | Вороньківська сільська рада, головний бухгалтер                         |
| 10                           | Білан Олександр Володимирович  | 01.11.2010            | вища    | член Партії регіонів               | СВК «Пам'яті декабристів», завгосп                                      |
| 11                           | Шута Катерина Григорівна       | 01.11.2010            | вища    | член Партії регіонів               | Вороньківська сільська рада, землевпорядник                             |
| 12                           | Шутий Іван Володимирович       | 01.11.2010            | вища    | член Партії регіонів               | фермерське господарство «Промінь», керівник                             |
| Соціалістична партія України |                                |                       |         |                                    |                                                                         |
| 7                            | Хуторний Валентин Іванович     | 01.11.2010            | вища    | член Соціалістичної партії України | Вороньківська загальноосвітня школа I-III ст., опалювач                 |
| Самовисування                |                                |                       |         |                                    |                                                                         |
| 3                            | Пашнюк Михайло Володимирович   | 01.11.2010            | вища    | позапартійний                      | СВК «Пам'яті декабристів», інженер по трудомістких процесах             |
| 8                            | Антонська Олександра Василівна | 01.11.2010            | вища    | позапартійна                       | Вороньківський будинок для одиноких та людей похилого віку, завідувачка |
| 9                            | Василик Олександр Миколайович  | 01.11.2010            | середня | член Української Народної Партії   | Вороньківська загальноосвітня школа I-III ст., опалювач                 |